# Enver Bongrani
Enver Bongrani (Marrara, 15 febbraio 1914 – Salò, 16 luglio 1968) è stato un fumettista italiano.

## Biografia
Nacque in una numerosa famiglia ed ebbe quattro fratelli, di cui uno morto bambino a causa della difterite. Si trasferì a Milano nel 1936 dove collaborò come disegnatore presso la casa editrice milanese SAEV di Lotario Vecchi, dirigendone anche alcuni periodici per bambini; qui realizzò storie a fumetti per Pinocchio ("La valle d'oro"), Primarosa ("Cuor gentile") e Jumbo ("Il giro del mondo di Jumbo') oltre alla serie "Lucio l'Avanguardista. Realizzò anche le illustrazioni per una delle prime traduzioni italiane di Le avventure di Alice nel Paese delle Meraviglie di Lewis Carroll  per Mediolanum. Per le Edizioni Alpe disegnò, oltre a dirigerla, la testata dedicata la personaggio di Codino, un emulo di Topolino edito dal 1938 al 1943 e collaborò anche alla testata Scimmiottino. Collaborò anche alla rivista Topolino edita dalla Nerbini nel 1935.
Durante la seconda guerra mondiale visse un periodo in Ungheria per poi tornare in Italia dove riprese l'attività di illustratore, lavorando a diverse coproduzioni italo-brasiliane. Collaborò poi alla realizzazione di serie a fumetti di genere avventuroso come "Kit Tigre" delle Edizioni Tigre (1946), Jim Turbine delle Edizioni Ursus (1946-1948), "Ariete Grandi Avventure" delle Edizioni Ariete (1954-1955) e Buck Taylor (1956) della Invicta per la quale fu anche direttore responsabile. Per le Edizioni Ariete riprese il personaggio di Scimmiottino, rinominato "Zeffirino" nella omonima testata, per la quale disegnò anche altre serie come "Orsetto", "Pirillo e Bombetta", "Mimmolo e Bombolo" e "Giacomone". La serie di storie da lui realizzata su "Zefferino" venne ristampata in numerose altre testate negli anni cinquanta e sessanta.
Fu inizialmente il direttore della Redazione Audace, la casa editrice fondata da Giovanni Luigi Bonelli dopo aver rilevato nel 1940 la testata L'Audace.